# Havelstern (Schiff, 1969)
Die Havelstern ist ein Fahrgastschiff der Berliner Stern und Kreisschiffahrt.

## Geschichte
Das Schiff wurde bei Büsching & Rosemeyer in Minden und Uffeln in Sektionsbauweise gebaut. Der Schiffskörper wurde am 5. Juni 1968 abgeliefert.
Der Innenausbau fand unter der Regie der Reederei in Beelitzhof statt. Nach der Jungfernfahrt am 8. Mai 1969 wurde der Fahrgastverkehr mit der Havelstern aufgenommen. Der Name des Schiffes geht auf einen Vorschlag aus der Bevölkerung zurück. Schon 1968 hatte die Stern und Kreisschiffahrt, die damals den zum Motorschiff umgebauten Dampfer Sperber vorstellte, den Neubau eines weiteren großen Restaurationsschiffes angekündigt, und die Havelstern stach, als sie fertiggestellt war, nicht nur durch ihre Größe unter den Berliner Fahrgastschiffen hervor, sondern auch durch ihre Form. Die nach vorn ausladende Aussichtskanzel erinnert laut Kurt Groggert an Touristenschiffe in Paris; die Havelstern gelte deshalb als „internationale Attraktion“.
Das Schiff war ursprünglich für die Beförderung von 800 Personen zugelassen, laut Sedcard der Reederei sind es mittlerweile noch 400. Im Jahr 1975 war die Havelstern das größte Schiff der Stern und Kreisschiffahrt. Laut Günter Benja hatte sie damals sogar eine Zulassung für die Beförderung von 850 Personen. Sie wurde damals von zwei Motoren mit zusammen 462 PS angetrieben und erreichte eine Geschwindigkeit von 20 km/h. Dieter und Helga Schubert gaben 2007 an, die zwei Dieselmotoren des Schiffes hätten je 250 PS.